# Makeful
Makeful est une chaîne de télévision canadienne spécialisée de catégorie B en langue anglaise appartenant à Blue Ant Media (en). Elle diffuse des émissions style de vie et des projets do it yourself sur les sujets de la cuisine, du design, style et autres.

## Histoire
Après avoir obtenu une licence de diffusion auprès du CRTC en décembre 2001 pour le service Short TV « consacré entièrement à des courts-métrages enregistrés sur film, vidéo ou créés à partir d'animation par ordinateur » d'origine « canadiens et internationaux d'une durée d'une à 40 minutes », Glassbox Television a lancé la chaîne le 15 mars 2005 sous le nom BiteTV, orientée vers les adolescents en présentant des vidéos drôles, animations, jeux, et productions amateurs et professionnels.
L'interface était présentée sous forme interactive en sollicitant des textos à l'écran, participations en ligne, téléchargements, un espace pour faire la promotion d'autres émissions, le décompte du temps restant de la vidéo en cours, des faits cocasses, etc.
Au mois de juin 2010, BiteTV a obtenu de nouvelles conditions de licence, orientant la chaîne vers la comédie et éliminant les fonctions interactives.
Glassbox a été vendu partiellement à Blue Ant Media le 14 septembre 2011 et complètement le 1er août 2012.
Le 24 août 2015, la chaîne a été renommée sous son nom actuel.